# Unnagölen
Unnagölen är en sjö i Motala kommun i Östergötland och ingår i Motala ströms huvudavrinningsområde. Sjöns area är 0,063 kvadratkilometer och den befinner sig 118 meter över havet.